# Glamorous Night
Glamorous Night (em português:  Noite Glamorosa) é um filme britânico de 1937, do gênero drama, dirigido por Brian Desmond Hurst e estrelado por Mary Ellis, Otto Kruger e Victor Jory. É uma adaptação da peça Glamorous Night, de Ivor Novello.

## Elenco
- Mary Ellis ... Melitza Hjos
- Otto Kruger ... King Stefan
- Victor Jory ... Baron Lyadeff
- Barry MacKay ... Anthony Allan
- Trefor Jones ... Lorenti
- Maire O'Neill ... Phoebe
- Anthony Holles ... Maestro
- Charles Carson ... Otto
- Felix Aylmer ... Diplomata
- Finlay Currie ... Angus MacKintosh
- Raymond Lovell